# Шах-Арменіди

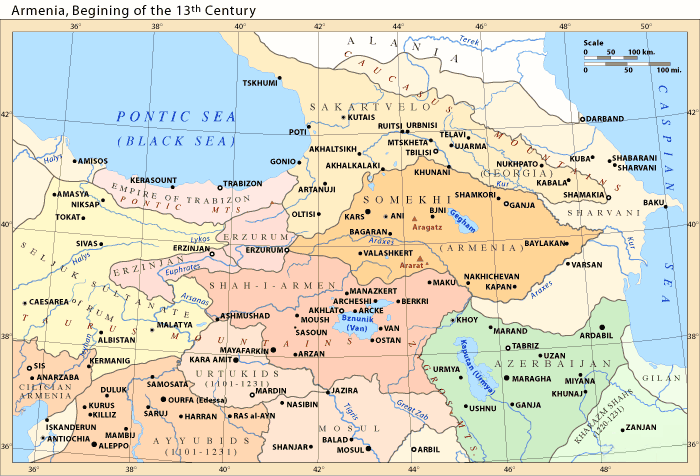
Держава Шах-Арменідів (позначена рожевим кольором у центрі) й сусідні країни на початку XIII століття

Шах-Арменіди (також Шахармени або Ахлатшахи) — династія, що з 1100 до 1207 року правила державою у південно-західній Вірменії з центром у місті Хлат. Їхні володіння охоплювали басейн озера Ван.

## Історія
Після розпаду імперії Сельджуків у південній частині Вірменії (сучасна південно-східна Туреччина), на території, що раніше частково належала Марванідам, утвердилась вірменизована сельджуцька династія Шах-Арменідів. Засновник династії, сельджуцький емір Сокман I, курд за походженням. Його онук Сокман II узяв титул Шах-Армена. Він був одружений з родичкою еміра Ерзурума Салтука.
У східній Малій Азії, де вірмени складали переважну більшість населення, мала місце певна «вірменизація» сельджуків, оскільки не лише більша частина населення була представлена вірменами різного віросповідання, але в результаті змішаних шлюбів утворилась вірменсько-тюркська громада. Спадкові правителі могутнього емірату Хлата на півдні Вірменії йменували себе Шах-і Армен (цар вірмен) та брали за дружин вірменок. Вірменизація була не лише етнічним, але й культурним процесом. Так сельджуцька архітектура надихалась, у тому числі, вірменською архітектурою.
Не всі вірмени після сельджуцького завоювання Вірменії та Малої Азії переходили в іслам насильно, багато ремісників і військовиків ставали мусульманами добровільно з економічних міркувань. Ісламізації сприяли також змішані шлюби між представниками турецьких і вірменських вищих класів. Низка незалежних емірів в Анатолії мали вірменське походження. Тим не менше, основна частина вірменського населення, селяни, залишились християнами.
Віремни, греки та грузини, які служили у військах Шах-Арменів і сусіднього Конійського султанату, отримували ікти (земельні наділи), влада над якими швидко стала спадковою.
Після смерті Сокмана II 1185 року владою заволодів мамлюк Бег-Тимур. 1198 року його син Мухаммад ал-Мансур змінив на престолі сина Сокмана, ак-Сонкора. Невдовзі після смерті Мухаммада, 1208 року в Хлаті затвердилась династія міяфракінських Аюбідів. Шах-Армени були запеклими противниками грузинських Багратидів у їхній боротьбі за Вірменію та зуміли зупинити їхнє просування на південь країни.

## Територія
На півночі межувало з Грузинським царством та його васалами. З південної сторони кордон пролягав поруч з Джезіре Неї володіли Артукіди), що в XII столітті поступово перейшла під контроль держави Аюбідов. З південного сходу розташовувалися володіння Держави Ільдегізідів

## Устрій
Це монархічне держава на чолі із шахарменом (також мав титул ахлатшаха), якому допомагали в управлінні еміри. Шахармен мав вищу політичну, військову та судову владу. Військово-служила аристократія і гулями відігравали важливу роль в управлінні державою, особливо після Сокмана ІІ. Каді очолювали суди.

## Економіка
Було розвинено землеробство, скотарство, рибальство. Міста були центрами ремесел. 

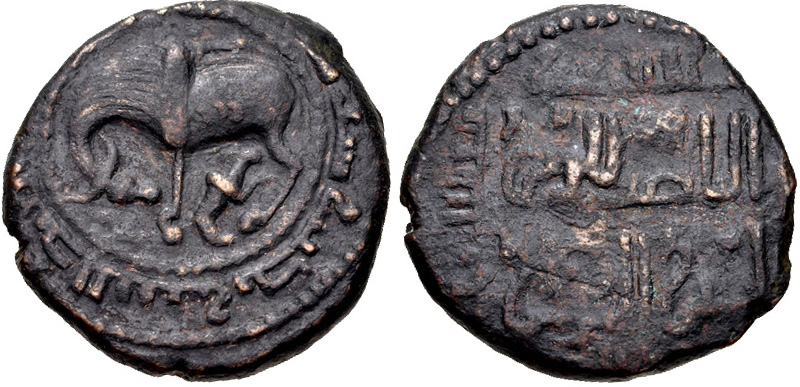
Дирхем Бег-Тимура

Важливою складовою була посередницька торгівля. Держава знаходилася на перетині торгових шляхів між Центральною Азією, Кавказом, Малою Азією та Сирією. Через Хлат проходили два основні маршрути: з півночі на південь з Двіна у Вірменії в Дамаск та Єрусалим, і зі сходу на захід з Ардебіля та Тебрізу на Амід. Відгалуження другого маршруту вирушало на великі торгові центри — Сівас та Ерзурум. Першим маршрутом на південь везли рабів, йшли прочани, другим маршрутом везли шовк і прянощі

## Культура
Правителі сприяли діячам наук, релігії, мистецтва. Багато відомих учених походили з Хлата, Малазгірда та Ерджиша.
Рух ахіс, який спочатку виник серед туркменських торговців і ремісників у різних містах регіону, набув організації та ієрархії за часів шахарменів і поширився по всій Анатолії.

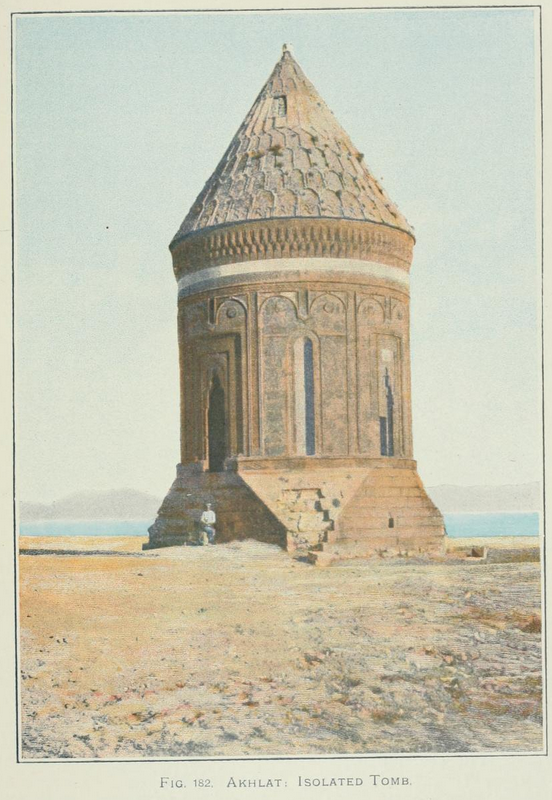
Гробниця Хасана Султана у Хлаті

Розвинулася власна архітектурна школа. Її представники плідно працювали в Румському султанаті. При Сокмані II у першій половині 1160-х років архітектором Каракушем  було перебудовано дороги, що вели від Бітліса до Хлату, дерев'яні мости в місті і окрузі замінені на кам'яні, зведені торгові ряди і побудована нова цитадель. Через війни у середині XIII ст. і потужний землетрус 1276 року побудовані в Хлаті мечеті, медресе, палаци і караван-сараи не збереглися донині, від цього періоду залишилося лише кілька гробниць.

## Список правителів
- Сокман I ал-Кутбі (1100–1112)
- Ібрагім Захір ад-Дін (1112–1127)
- Ахмад (1127–1128)
- Сокман II Насір ад-Дін (1128–1185)
- Бег-Тимур Саїф ад-Дін (1185–1193)
- Бадр ад-дін Ак-Сонкор (1193–1198)
- Мухаммад ал-Мансур (1198–1206)
- Балбан Ізз ад-Дін (1206–1207)